# 1745
| 1745               |
| ------------------ |
| Dødsfald - Fødsler |
| • Begivenheder     |

| Gregoriansk kalender | 1745 MDCCXLV            |
| Ab urbe condita      | 2498                    |
| Armensk kalender     | 1194 ԹՎ ՌՃՂԴ            |
| Kinesiske kalender   | 4441 – 4442 甲子 – 乙丑 |
| Etiopisk kalender    | 1737 – 1738             |
| Jødisk kalender      | 5505 – 5506             |
| Hindukalendere       |                         |
| - Vikram Samvat      | 1800 – 1801             |
| - Shaka Samvat       | 1667 – 1668             |
| - Kali Yuga          | 4846 – 4847             |
| Iransk kalender      | 1123 – 1124             |
| Islamisk kalender    | 1158 – 1159             |

Konge i Danmark: Christian 6. 1730-1746
Se også 1745 (tal)

## Begivenheder
- 11. maj – Franskmændene besejrer englænderne i slaget ved Fontonoy.
- 4. juni – Slaget ved Hohenfriedberg sikrer tysk sejr over østrigske og sachsiske styrker i den Anden Schlesiske Krig. Slaget giver Frederik 2. af Preussen tilnavnet "Frederik den Store".
- August: Prins Karl Edward Stuart invaderer Skotland.
- 1. september – Katharina 2. gifter sig med Peter 3. af Rusland i Sankt Petersborg.
- 12. september – Frans 1. Stefan vælges med støtte fra sin kone, Maria Theresa, som kejser af det Tysk-Romerske Rige af rigets 9 kurfyrster. Han krones samme år den 4. oktober.
- 14. september – Madame de Pompadour præsenteres officielt for kong Ludvig 15. af Frankrigs hof.

## Født
- 6. januar – Jacques-Étienne Montgolfier, fransk pioner indenfor varmluftballoner
- 7. januar – Johan Christian Fabricius, dansk entomolog, som er kendt for sin omfattende taksonomi over insekter, baseret på munddelenes struktur (frem for vingernes, som det hidtil havde været almindeligt). Han dør i 1808.
- 18. februar – Grev Alessandro Giuseppe Antonio Anastasio Volta, italiensk fysiker og opfinder af det elektriske batteri. Han har lagt navn til enheden volt for elektrisk spænding; han dør i 1827.
- 20. februar – Henry James Pye, engelsk digter og parlamentsmedlem (d. 1813)
- 30. august – Johann Hieronymus Schröter, tysk amatørastronom (d. 1816)
- 21. november - Holger Reedtz-Thott, dansk godsejer og kammerherre (d. 1797)

## Dødsfald
- 20. januar – Karl 7. Albert af Bayern, Tysk-Romersk kejser (f. 1697)
- 18. marts - Robert Walpole, den første britiske premierminister (f. 1676)
- 19. oktober – Jonathan Swift, engelsk-irsk forfatter (f. 1667)
- 22. december – Jan Dismas Zelenka, tjekkisk komponist (f. 1679)